# 鹹水角

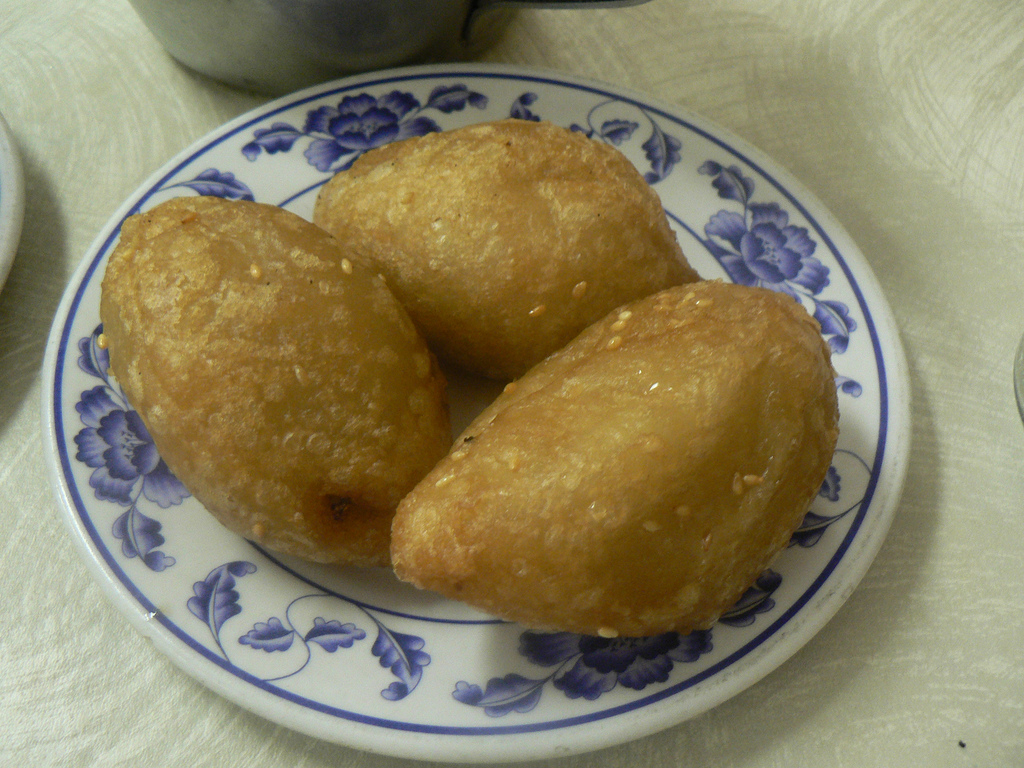
鹹水角

鹹水角是廣東、香港和澳門地區常見的點心。鹹水角內裡餡料有豬肉碎、韭菜、蝦米、冬菇、沙葛。將滾水沖入澄麵中攪勻，糯米粉置盤中，加入糖、豬油、凍水搓勻，再與澄麵混合。分出多份粉糰，每份放入餡料包好，放滾油內炸至淺金黃色便成，口感脆而不韌。
其英文翻譯為"mixed puff with pork"（由加拿大華人廚師Elan Ah-b Wong所翻譯）。